# 阿納內阿區

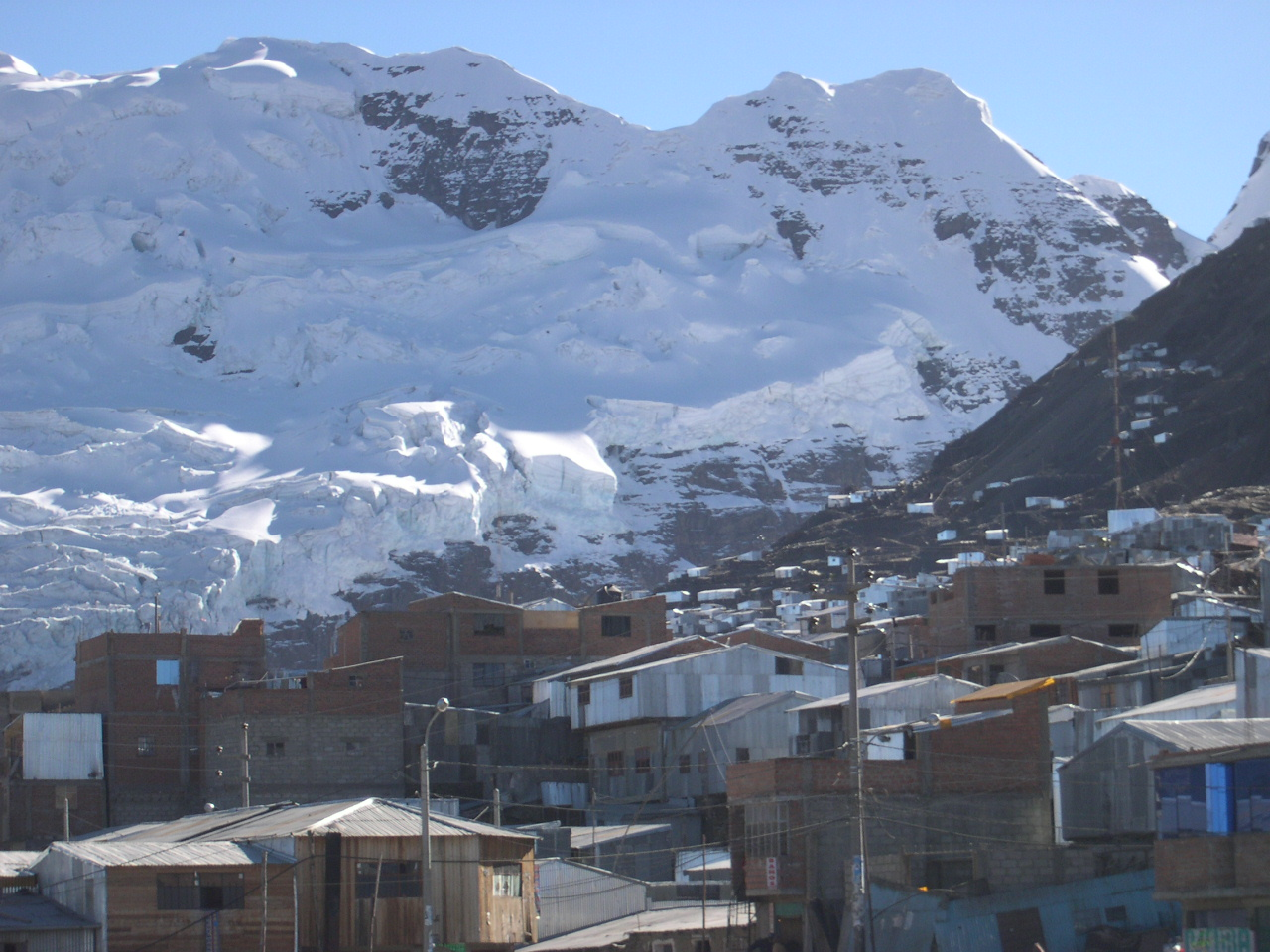

阿納內阿區（西班牙語：Distrito de Ananea），是秘魯的一個區，位於該國東南部普諾大區的聖安東尼奧德普蒂納省，始建於1854年5月2日，面積939.56平方公里，海拔高度4,660米，2005年人口19,132，人口密度每平方公里20人。